# U-21-Fußball-Europameisterschaft 2013
Die Endrunde der U-21-Fußball-Europameisterschaft 2013 fand vom 5. bis 18. Juni 2013 erstmals in Israel statt, dessen Mannschaft automatisch für die Runde der letzten acht Mannschaften qualifiziert war. Alle anderen 52 Mannschaften mussten sich in der Vorrunde qualifizieren. Es durften Spieler teilnehmen, die am oder nach dem 1. Januar 1990 geboren wurden. Die deutsche Auswahl überstand bei diesem Turnier die Vorrunde nicht.

## Qualifikation
Die 52 Mannschaften spielten in zwei Gruppen mit 6 Mannschaften und 8 Gruppen mit 5 Mannschaften in Hin- und Rückspiel. Die 10 Gruppensieger sowie die 4 besten Gruppenzweiten qualifizierten sich für die Entscheidungsspiele. Die 14 qualifizierten Mannschaften spielten in 7 Begegnungen mit Hin- und Rückspiel die Endrundenteilnehmer aus. Hinzu kam Israel, das als Gastgeber keine Qualifikationsspiele bestreiten musste.
Die Gruppenspiele wurden im Zeitraum von 25. März 2011 bis 10. September 2012 ausgetragen, die Entscheidungsspiele fanden am 11./12. Oktober 2012 und am 15./16. Oktober 2012 statt.

## Modus
Die Mannschaften wurden in zwei Gruppen eingeteilt. Die Gruppensieger und die Zweitplatzierten erreichen das Halbfinale, die Sieger der Halbfinals das Finale. Bei Punktgleichheit entscheidet der direkte Vergleich.

## Teilnehmer
Für das Turnier hatten sich folgende U-21-Nationalmannschaften qualifiziert:
- Israel (Ausrichter)
- Deutschland
- England
- Italien
- Niederlande
- Norwegen
- Russland
- Spanien (Titelverteidiger)

→ Für die Mannschaftskader siehe den Unterartikel U-21-Fußball-Europameisterschaft 2013/Kader

## Spielorte
| Tel Aviv |

| Netanja |

| Petach Tikwa |

| Jerusalem |

| Tel Aviv |

| Netanja |

| Petach Tikwa |

| Jerusalem |

## Vorrunde

### Gruppe A
| Pl. | Land     | Sp. | S | U | N | Tore    | Diff. | Punkte |
| --- | -------- | --- | - | - | - | ------- | ----- | ------ |
| 1.  | Italien  | 3   | 2 | 1 | 0 | 006:100 | +5    | 07     |
| 2.  | Norwegen | 3   | 1 | 2 | 0 | 006:400 | +2    | 05     |
| 3.  | Israel   | 3   | 1 | 1 | 1 | 003:600 | −3    | 04     |
| 4.  | England  | 3   | 0 | 0 | 3 | 001:500 | −4    | 0      |

|                                                |   |          |           |
| Mi., 5. Juni 2013 um 18:00 Uhr in Netanja      |   |          |           |
| Israel                                         | – | Norwegen | 2:2 (1:1) |
| Mi., 5. Juni 2013 um 20:30 Uhr in Tel Aviv     |   |          |           |
| England                                        | – | Italien  | 0:1 (0:0) |
| Sa., 8. Juni 2013 um 18:00 Uhr in Petach Tikwa |   |          |           |
| England                                        | – | Norwegen | 1:3 (0:2) |
| Sa., 8. Juni 2013 um 20:30 Uhr in Tel Aviv     |   |          |           |
| Italien                                        | – | Israel   | 4:0 (2:0) |
| Di., 11. Juni 2013 um 18:00 Uhr in Jerusalem   |   |          |           |
| Israel                                         | – | England  | 1:0 (0:0) |
| Di., 11. Juni 2013 um 18:00 Uhr in Tel Aviv    |   |          |           |
| Norwegen                                       | – | Italien  | 1:1 (0:0) |

### Gruppe B
| Pl. | Land        | Sp. | S | U | N | Tore    | Diff. | Punkte |
| --- | ----------- | --- | - | - | - | ------- | ----- | ------ |
| 1.  | Spanien     | 3   | 3 | 0 | 0 | 005:000 | +5    | 09     |
| 2.  | Niederlande | 3   | 2 | 0 | 1 | 008:600 | +2    | 06     |
| 3.  | Deutschland | 3   | 1 | 0 | 2 | 004:500 | −1    | 03     |
| 4.  | Russland    | 3   | 0 | 0 | 3 | 002:800 | −6    | 0      |

|                                                 |   |             |           |
| Do., 6. Juni 2013 um 18:00 Uhr in Jerusalem     |   |             |           |
| Spanien                                         | – | Russland    | 1:0 (0:0) |
| Do., 6. Juni 2013 um 20:30 Uhr in Petach Tikwa  |   |             |           |
| Niederlande                                     | – | Deutschland | 3:2 (2:0) |
| So., 9. Juni 2013 um 18:00 Uhr in Jerusalem     |   |             |           |
| Niederlande                                     | – | Russland    | 5:1 (1:0) |
| So., 9. Juni 2013 um 20:30 Uhr in Netanja       |   |             |           |
| Deutschland                                     | – | Spanien     | 0:1 (0:0) |
| Mi., 12. Juni 2013 um 18:00 Uhr in Petach Tikwa |   |             |           |
| Spanien                                         | – | Niederlande | 3:0 (2:0) |
| Mi., 12. Juni 2013 um 18:00 Uhr in Netanja      |   |             |           |
| Russland                                        | – | Deutschland | 1:2 (1:1) |

## Finalrunde

### Halbfinale
|                                                 |   |             |           |
| Sa., 15. Juni 2013 um 17:30 Uhr in Netanja      |   |             |           |
| Spanien                                         | – | Norwegen    | 3:0 (1:0) |
| Sa., 15. Juni 2013 um 20:30 Uhr in Petach Tikwa |   |             |           |
| Italien                                         | – | Niederlande | 1:0 (0:0) |

### Finale
|                                              |   |         |           |
| Di., 18. Juni 2013 um 18:00 Uhr in Jerusalem |   |         |           |
| Italien                                      | – | Spanien | 2:4 (1:3) |

## Beste Torschützen
| Platz | Spieler             | Tore |
| ----- | ------------------- | ---- |
| 1     | Álvaro Morata       | 4    |
| 2     | Isco                | 3    |
|       | Thiago              | 3    |
| 4     | Leroy Fer           | 2    |
|       | Manolo Gabbiadini   | 2    |
|       | Sebastian Rudy      | 2    |
|       | Georginio Wijnaldum | 2    |
|       | Fabio Borini        | 2    |

## Allstar-Team
Das technische Team der UEFA ernannte nach Abschluss des Turniers folgendes Allstar-Team:
| Torhüter                                  | Abwehr | Mittelfeld                                                                               | Stürmer                                                             | Bester Spieler |
| ----------------------------------------- | --- | ---------------------------------------------------------------------------------------- | ------------------------------------------------------------------- | -------------- |
| Francesco Bardi David de Gea Ørjan Nyland | Marc Bartra Luca Caldirola Iñigo Martínez Bruno Martins Indi Martín Montoya Alberto Moreno Stefan Strandberg | Alan Dsagojew Lewis Holtby Asier Illarramendi Isco Koke Adam Maher Thiago Marco Verratti | Fabio Borini Luuk de Jong Álvaro Morata Rodrigo Georginio Wijnaldum | Thiago         |

## Schiedsrichter
Die Spiele der Europameisterschaft wurden von sechs Schiedsrichtern geleitet. Diese wurden von acht Linienrichtern, acht Torrichtern sowie zwei Vierten Offiziellen unterstützt. Ältester Unparteiischer war der Pole Paweł Gil mit 37 Jahren; jüngster Spielleiter der Slowene Matej Jug mit 33 Jahren und jüngster Assistent der Belarusse Dzmitry Zhuk mit 26 Jahren. Alle 22 Unparteiischen gehörten verschiedenen Nationen an.
| Schiedsrichter | Jahrgang | Linienrichter             | Jahrgang | Torrichter           | Jahrgang | Vierte Offizielle | Jahrgang |
| -------------- | -------- | ------------------------- | -------- | -------------------- | -------- | ----------------- | -------- |
| Ivan Bebek     | 1977     | Roland Brandner           | 1978     | Sébastien Delferiere | 1981     | Danny Krasikow    | 1973     |
| Antony Gautier | 1977     | Iwo Kolew                 | 1979     | Miroslav Zelinka     | 1980     | Nissan Davidy     | 1972     |
| Paweł Gil      | 1976     | Dzmitry Zhuk              | 1986     | Kenn Hansen          | 1980     |                   |          |
| Ovidiu Hațegan | 1980     | Vencel Tóth               | 1978     | Kristo Tohver        | 1981     |                   |          |
| Matej Jug      | 1980     | Jóhann Gunnar Guðmundsson | 1978     | Antti Munukka        | 1982     |                   |          |
| Serhij Bojko   | 1977     | Haralds Gudermanis        | 1979     | Ilias Spathas        | 1980     |                   |          |
|                |          | Alan Mulvanny             | 1980     | Ivan Kružliak        | 1984     |                   |          |
|                |          | Sandro Pozzi              | 1980     | Halis Özkahya        | 1980     |                   |          |

## Fernsehübertragung
Die Free-TV-Rechte für die U-21-EM hatten sich Kabel Eins und Sat.1 (beide Töchter von ProSiebenSat.1 Media), die u. a. alle deutschen Spiele übertrugen, und Sport1 (Tochter von Sport1 Medien), das alle Spiele ohne deutsche Beteiligung zeigte, gesichert.

## Kritik an der Vergabe
Die erstmalige Vergabe nach Israel rief auch Kritik hervor. In einem offenen Brief an die UEFA in der englischen Tageszeitung The Guardian im Mai 2013 wird dem Verband ein „Mangel an Sensibilität“ in Hinsicht auf die „offenkundige und fest verwurzelte Diskriminierung“ palästinensischer Sportler durch Israel vorgeworfen. Die Vergabe belohne das „krasse und gesetzwidrige Verhalten“ Israels. Zu den Unterzeichnern des Briefs gehören unter anderem Desmond Tutu, Frédéric Kanouté, Ken Loach, Roger Lloyd-Pack und Alexei Sayle.